# Olga Chtyrenko
Olga Aleksandrovna Chtyrenko (née le 6 juillet 1977) est une gymnaste rythmique russe.

## Biographie
Olga Chtyrenko remporte aux Jeux olympiques d'été de 1996 à Atlanta la médaille de bronze par équipe avec Elena Krivochei, Irina Dziouba, Anguelina Iouchkova, Ioulia Ivanova et Evguenia Bochkareva.

## Palmarès

### Jeux olympiques
- Atlanta 1996
  -  médaille de bronze par équipe.

### Championnats du monde
- Bruxelles 1992
  -  médaille d'or par équipe.